# Cerkiew konkatedralna św. Jana Teologa w Chełmie
Cerkiew konkatedralna pod wezwaniem św. Jana Teologa – prawosławna cerkiew konkatedralna i parafialna w Chełmie. Należy do dekanatu Chełm diecezji lubelsko-chełmskiej Polskiego Autokefalicznego Kościoła Prawosławnego. Jest to jedyna czynna cerkiew prawosławna na terenie Chełma.
Świątynia została wybudowana w latach 1846–1852 z funduszy wyasygnowanych przez rząd rosyjski, jako cerkiew wojskowa. W 1864, wobec wzrostu liczby prawosławnych mieszkańców miasta wynikającej z napływu rosyjskich urzędników i wojskowych, zmieniła funkcję, stając się świątynią parafialną. Po odzyskaniu niepodległości przez Polskę jako jedyna z cerkwi Chełma nie została zrewindykowana na rzecz Kościoła katolickiego ani zburzona. W 1928 otrzymała honorową rangę soboru.
Budynek reprezentuje eklektyczny styl, zestawiający elementy klasycystyczne z urzędowym stylem bizantyjsko-rosyjskim. Jest przeznaczony dla równoczesnego uczestnictwa w nabożeństwie 350–400 wiernych. Zlokalizowany u zbiegu ulic Jadwigi Młodowskiej, Mikołaja Kopernika i Henryka Sienkiewicza. Wpisany (wraz z dzwonnicą) do rejestru zabytków 13 lutego 1967 pod nr A/193.

## Historia

### Tło historyczne
Prawosławie na terenie Chełma jest wyznaniem autochtonicznym. Pierwsze świątynie tego wyznania mogły znajdować się na terenie współczesnego Chełma już w 1001. Od 1246 Chełm był siedzibą prawosławnej eparchii. W 1596 biskup chełmski Dionizy przyjął postanowienia unii brzeskiej, przekształcając eparchię prawosławną w unicką diecezję. Chełmscy prawosławni początkowo negatywnie odnieśli się do tej decyzji, stopniowo jednak wszystkie placówki duszpasterskie eparchii (poza monasterem w Jabłecznej) przyjęły unię. Wyznawcy prawosławia na nowo pojawili się w Chełmie po wcieleniu go do Rosji wskutek rozbiorów Polski.

### Budowa
Cerkiew św. Jana Teologa w Chełmie została wzniesiona w latach 1846–1852 na koszt państwa rosyjskiego z przeznaczeniem na świątynię wojskową. Komitet Budowy Cerkwi, w którym zasiadał m.in. burmistrz Chełma Leon Karpiński, zainaugurował swoje prace 25 lipca 1846, funkcję kierownika budowy pełnił Jan Lasota. Uroczystość położenia kamienia węgielnego miała miejsce 9 czerwca 1846. Środki na budowę pochodziły z funduszu cerkiewno-budowlanego przy Głównej Komisji Spraw Wewnętrznych i Duchownych. Początkowo koszt całej inwestycji oszacowano na 126,518 złotych polskich, następnie obniżono koszt samej budowy obiektu do 107 zł, przeznaczono jednak dodatkowo 89 złotych na wyposażenie świątyni, z czego 14 na ikonostas.
Autorem projektu budynku był Ludwik Radziszewski. Przy wznoszeniu świątyni pracowali: Wincenty Łańcucki (główne pracy budowlane), Karol Kubik (prace stolarskie i ciesielskie), Herszek Wajsblach i Herszek Blachman (prace blacharskie). We wnętrzu cerkwi malowidła ścienne wykonał Bonawentura Dąbrowski. Ikonostas dla świątyni zamówiono u warszawskiego twórcy Fryderyka Blicklego, który zmarł, nie ukończywszy dzieła; ostatecznie prace nad nim zakończyła jego żona. Zasadnicze prace budowlane ukończono w 1849, jednak przez kolejnych kilka lat trwały prace wykończeniowe oraz wznoszenie wolno stojącej dzwonnicy. Gotową cerkiew konsekrował 13 czerwca 1852 rosyjski kapelan wojskowy protoprezbiter Pogoniałow. Świątynia przeznaczona jest dla 350–400 wiernych.

### Funkcjonowanie świątyni w Imperium Rosyjskim
Cerkiew św. Jana Teologa była początkowo siedzibą parafii wojskowej. Oznaczało to, że nabożeństwa w niej odprawiali kapelani poszczególnych oddziałów armii rosyjskiej, nie było stałego proboszcza. Za utrzymanie obiektu w szczególny sposób odpowiadał kapelan Pogoniałow. W okresach, gdy w Chełmie nie było żołnierzy (np. w okresie powstania styczniowego), nabożeństwa się nie odbywały. Sytuacja taka wynikała z faktu, że w Chełmie nie było w tym okresie prawie żadnych wyznawców prawosławia, a jedynie unici. Jednak budowa świątyni prawosławnej w niewielkiej odległości od katedry unickiej była jasną sugestią dalszych zamiarów władz carskich względem katolików obrządku wschodniego. Władze rosyjskie miały również nadzieję na to, że unici będą odwiedzać cerkiew, a jej wygląd i bogate wyposażenie wywołają u nich pozytywne odczucia względem prawosławia.
Już po kilkunastu latach od konsekracji budynek był w na tyle złym stanie technicznym, że konieczny był jego remont. Cerkiew wzniesiono w zagłębieniu terenu, dokąd spływała woda z sąsiadujących wzniesień. Ściany budynku zaczęły pękać, zaś podłoga – butwieć. W związku z tym w latach 1864–1867 obiekt poddano kapitalnemu remontowi. Oprócz wymiany podłóg i likwidacji widocznych pęknięć ścian z wnętrza cerkwi usunięto ambonę, której baldachim umieszczono w części ołtarzowej. Powiększono również okna na północnej i południowej elewacji świątyni, usuwając znajdujące się pierwotnie pod nim boczne wejścia. Ponadto wzrost liczby prawosławnych mieszkańców miasta skłonił jednak administrację kościelną do przekształcenia jej w siedzibę cywilnej parafii (podległej eparchii warszawsko-nowogieorgijewskiej), co nastąpiło w 1864. Z tego powodu w sąsiedztwie cerkwi wzniesiono dom parafialny. W 1864 mianowany został pierwszy proboszcz parafii chełmskiej, Jakow Kraszanowski.
W 1866 w cerkwi (lub na sąsiadującej z nią plebanii) został ochrzczony Mychajło Hruszewski.

### Funkcjonowanie świątyni w niepodległej Polsce

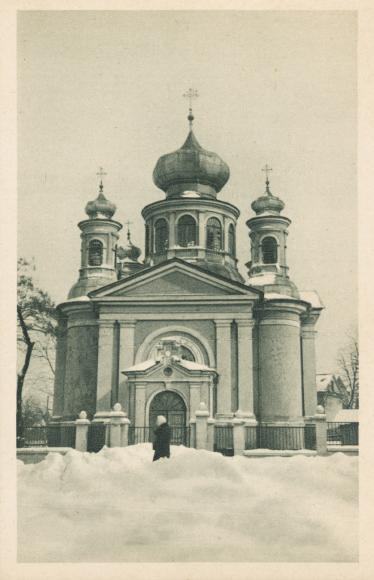
Widok cerkwi w 1919

W pierwszych latach po odzyskaniu niepodległości przez Polskę społeczność prawosławna w Chełmie straciła niemal wszystkie świątynie, jakie posiadała pod rządami carów. Cerkwie prawosławne urządzone w dawnych kościołach katolickich lub cerkwiach unickich przejął Kościół łaciński, natomiast trzy świątynie wzniesione od podstaw w okresie zaborów zostały zburzone (cerkiew Świętych Cyryla i Metodego, cerkiew Świętych Aleksego, Piotra, Jonasza i Filipa, niedokończona cerkiew św. Paraskiewy). Cerkiew św. Jana Teologa była jedynym prawosławnym obiektem sakralnym, jaki pozostał w rękach wiernych. Do niej przeniesiono kopię Chełmskiej Ikonę Matki Bożej (oryginał został wywieziony do Rosji w czasie bieżeństwa) i to w niej odbywały się główne doroczne uroczystości ku jej czci.
19 maja 1928 metropolita warszawski i całej Polski Dionizy nadał cerkwi w Chełmie prawa soboru katedralnego, symbolicznie nawiązując do wielowiekowego funkcjonowania w mieście eparchii prawosławnej (eparchia chełmska Patriarchatu Moskiewskiego została zlikwidowana administracyjnie przez władze polskie w 1923).
W 1936 chełmska parafia prawosławna liczyła 5 tys. wiernych. Ponadto w garnizonie miejskim służyła znaczna liczba żołnierzy tego wyznania, zaś w chełmskich szkołach uczyło się 900 prawosławnych uczniów. Rozmiary cerkwi nie były wystarczające dla zapewnienia wszystkim opieki duszpasterskiej, w związku z tym podjęto decyzję o jej rozbudowie. W 1936 rozpoczęto starania w tym kierunku, rok później opracowano projekt, który zatwierdził najpierw metropolita warszawski i całej Polski, a następnie także wojewoda lubelski. 5 czerwca 1938 położono kamień węgielny, wylano fundamenty pod planowane nowe elementy budynku. Prace przerwała II wojna światowa. Po jej zakończeniu podejmowano próby wznowienia budowy, jednak bez powodzenia. Ostatecznie plany te uniemożliwiło wpisanie cerkwi do rejestru zabytków. W 1949 budynek został wyremontowany. W 1961 rozebrano fundamenty, z których wykonano nowe ogrodzenie obiektu.
W 1988 w budynku wybuchł pożar, jednak cerkiew udało się uratować przed całkowitym zniszczeniem.
W 1990 cerkiew po raz kolejny poddano renowacji, w latach 1991–1993 konserwowany był ikonostas. Od 1999 świątynia jest iluminowana. W 2011 parafia chełmska uzyskała fundusze unijne na kolejny remont, rozpoczęty jeszcze w 2003 w związku ze złym stanem technicznym budynku wywołanym jego wzniesieniem na podmokłym gruncie.
21 września 2021 r. w cerkwi umieszczono napisaną na Athos kopię Chełmskiej Ikony Matki Bożej, z cząstką Świętego Pasa Bogurodzicy.

## Architektura

### Budynek

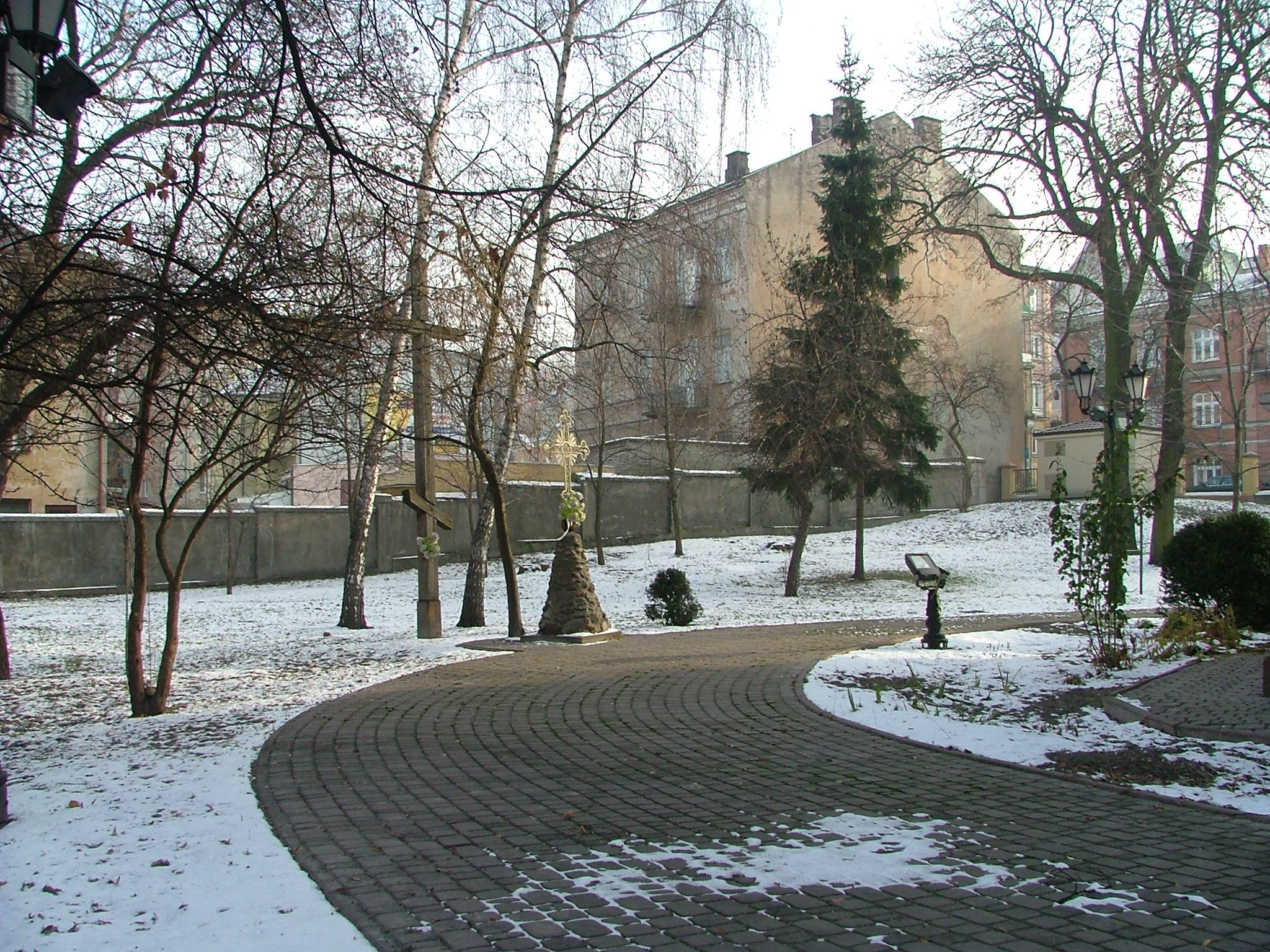
Otoczenie świątyni

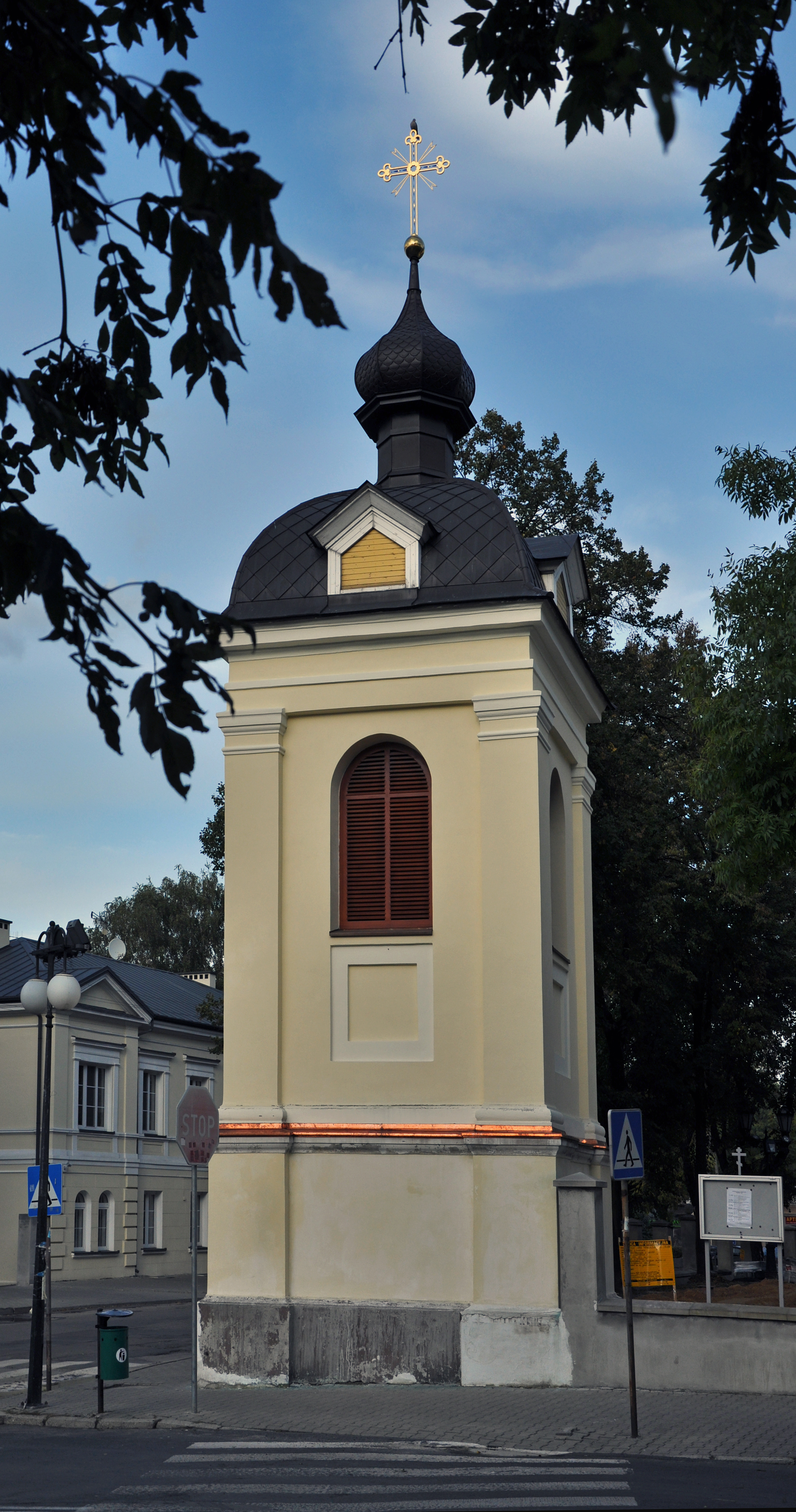
Dzwonnica

Cerkiew reprezentuje styl klasycystyczno-bizantyjsko-rosyjski. Została wzniesiona na planie krzyża greckiego, z cegły, jest otynkowana. Budynek jest orientowany. Wszystkie jego fasady boczne mają formę edikuły na cokole, z parami toskańskich pilastrów zakończonych trójkątnymi przyczółkami. Okna cerkwi na fasadach południowej i północnej są zamknięte półkoliście i zdobione pilastrami oraz łukiem arkadowym. Inny kształt ma okno na zewnętrznej ścianie prezbiterium, posiada ono kształt koła. Na elewacji zachodniej wyodrębniony jest przedsionek o szerokości analogicznej, jak szerokość wnęki arkadowej fasady, zdobiony zewnętrznie pilastrami toskańskimi. Fasadę tę wieńczy krzyż. W bocznych ścianach przedsionka znajdują się okna, zamknięte półkoliście; przez kruchtę prowadzi główne wejście do świątyni, zdobione portalem. Obiekt wieńczą cztery niższe wieżyczki w ramionach krzyża greckiego, zwieńczone cebulastymi kopułami na latarniach oraz jedna większa kopuła ponad centralną częścią nawy. Kopuła ta zlokalizowana jest na walcowatej latarni z rzędem arkadowych okien, dekorowanej ośmioma pilastrami.
Dzwonnica świątyni znajduje się na północny zachód od budynku cerkwi. Jest to obiekt dwukondygnacyjny, utrzymany w tym samym stylu, co sama cerkiew. Dolna kondygnacja dzwonnicy ma formę cokołu. W kondygnacji górnej, z pilastrami w narożach, wykonano arkadowe przeźrocza i płyciny arkadowe, wieńcząc całość belkowaniem. Dzwonnica nie jest podpiwniczona (pod poziomem posadzki znajduje się jedynie wtórnie wykonana, niewielka studzienka hydroforu o głębokości 150 cm). Kondygnacja parteru przekryta jest sklepieniem ceglanym, beczułkowatym, na piętro wiodą schody stalowe o konstrukcji spawanej. Kondygnacja piętra nakryta jest bezpośrednio dachem, pod którym znajduje się drewniana konstrukcja zawiesi dzwonów w formie pierścienia osadzonego w murze na wysokości ślemieni przeźroczy. Dzwonnica pokryta jest dachem kopulastym czteropołaciowym zwieńczonym latarnią z cebulastym hełmem. Na każdej połaci dachu jest atrapa lukarny. Dach kryty jest blachą miedzianą w karo, hełm w rybią łuskę. Na dzwonnicy znajdują się cztery dzwony – trzy powstały w 1866, zaś czwarty w 1963.

### Wnętrze

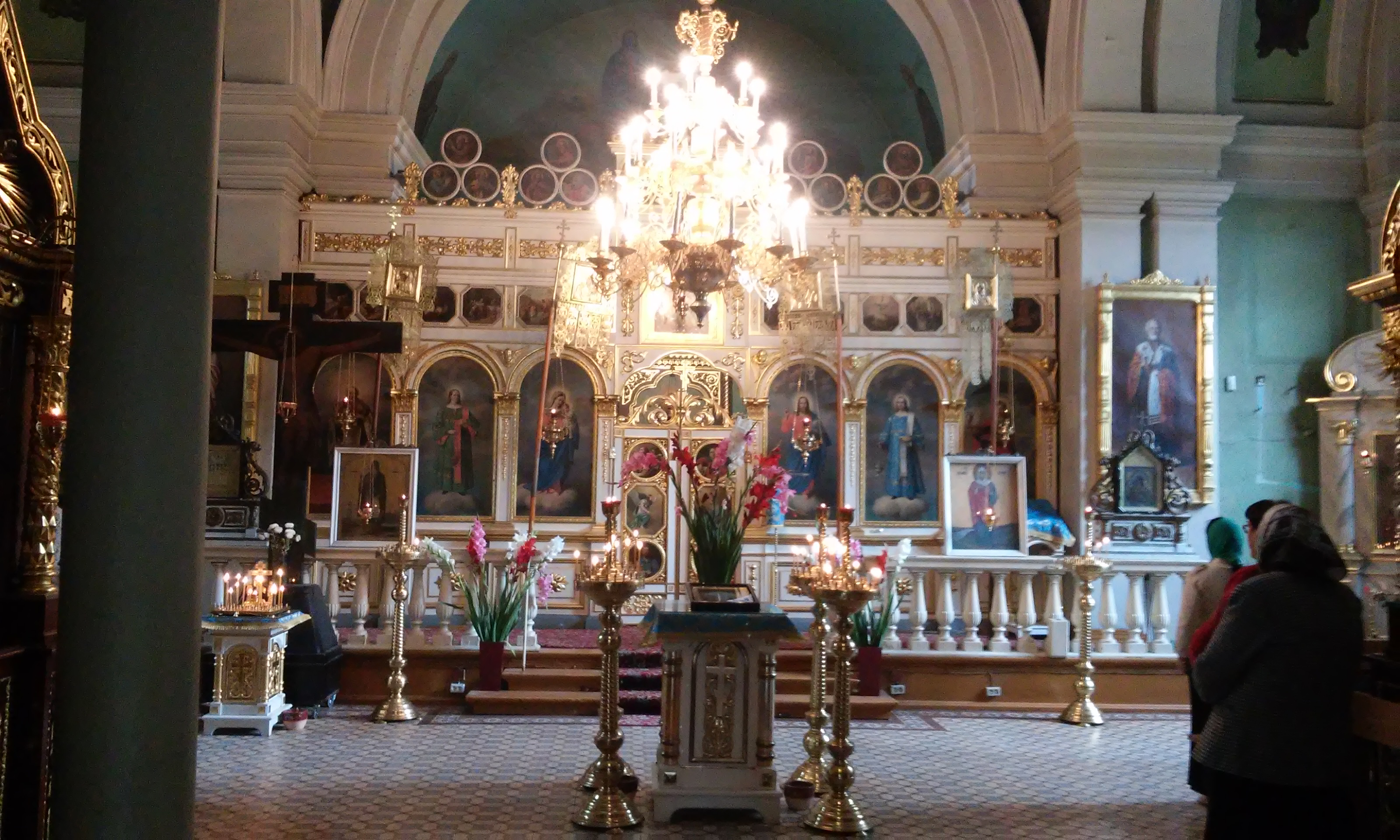
Wnętrze świątyni

W cerkwi w Chełmie znajduje się trzyrzędowy ikonostas. Na wyposażeniu świątyni pozostają utensylia i ikony przeniesione z innych, nieistniejących od okresu międzywojennego świątyń prawosławnych w mieście (m.in. ikony św. Mikołaja i św. Leoncjusza z cerkwi św. Leoncjusza przy działającym do 1915 seminarium duchownym) oraz dwa wizerunki ze zniszczonej w 1938 w ramach akcji polonizacyjno-rewindykacyjnej cerkwi św. Jerzego w Strzelcach. Szczególnym kultem otaczane są kopie cudownych ikon Matki Bożej: Chełmskiej i Poczajowskiej. W cerkwi znajdują się ponadto relikwie Krzyża Świętego.
W cerkwi zachował się sztandar Bractwa Bogurodzicy, założonego w 1852 i działającego do II wojny światowej.
W przedsionku świątyni znajdują się dwie tablice pamiątkowe, upamiętniające 800 lat urodzin założyciela Chełma Daniela Romanowicza oraz 55. rocznicę akcji „Wisła”.